# Mamac (1995.)
Mamac (fra. L'Appât) francuski je kriminalistički film iz 1995. godine redatelja Bertranda Taverniera. Film govori o dvojici mladića i djevojci koji su počinili ubojstvo, a djevojka je pri tome poslužila kao mamac. Film je osvojio Zlatnog medvjeda na 45. Berlinskom filmskom festivalu.
Film se temelji na knjizi iz 1990. autora Morgana Sportèsa, u kojoj je radnja smještena u 1984. godinu.

## Uloge
- Marie Gillain - Nathalie
- Olivier Sitruk - Eric
- Bruno Putzulu - Bruno
- Richard Berry - Alain
- Philippe Duclos - Antoine
- Marie Ravel - Karine
- Clotilde Courau - Patricia
- Jean-Louis Richard - gostioničar
- Christophe Odent - Laurent
- Jean-Paul Comart - Michel
- Philippe Héliès - Pierre
- Jacky Nercessian - Monsieur Tapiro (Natalijin šef)
- Alain Sarde - Philippe
- Daniel Russo - Jean-Pierre
- Philippe Torreton - Glavni inspektor
- François Berléand - Inspektor Durieux

## Vanjske poveznice
- Mamac u internetskoj bazi filmova IMDb-u
- Mamac na AllMovie